# Leonarda (film)
Leonarda è un cortometraggio diretto da Luca Brinciotti e scritto, prodotto e interpretato da Rosaria Cianciulli. È incentrato sulla storia vera di Leonarda Cianciulli, una delle serial killer più famose della storia, che dopo aver ucciso le sue vittime fece di loro biscotti e sapone.

## Trama
Leonarda crede di essere maledetta da sua madre, così decide di sacrificare la vita di tre donne per salvare la vita di suo figlio. Trasformerà i loro corpi in biscotti e saponi.

## Cast
Leonarda, dalle cui vicende è tratto il film, e Rosaria, autrice, produttrice e protagonista dell'opera, che condividono il cognome Cianciulli, sono entrambe originarie di Montella e legate da una lontana parentela.

## Distribuzione
Il film è stato proiettato in anteprima mondiale al Festival di Cannes 2016, nella sezione Short Film Corner.
Ha concorso in altri festival cinematografici, ed è stato proiettato in rassegne italiane ed estere, tra cui il Los Angeles Italia Film Fest.

## Riconoscimenti
- Austin Film Festival (USA)
  - In concorso per il Best Short Film (premio del pubblico)[5]
- David di Donatello
  - In concorso[6]
- Ferrara Film Festival
  - In concorso[1]
- Oceanside International Film Festival (USA)
  - In concorso per il Best Narrative Short Film (premio della giuria)
- River Film Festival
  - In concorso[7]
- Woodstock Film Festival (USA)
  - In concorso per il Best Editing
- Zero Film Festival (USA)
  - In concorso per il Best Short[8]